# Paquita Núñez
Paquita Núñez (Madrid, 1944 - 15 de juny de 2019) fou una perruquera espanyola, coneguda per la seva participació en departament de makeup de nombroses pel·lícules que li han valgut haver estat guardonat tres cops amb el Goya al millor maquillatge i perruqueria.
Va començar a treballar al cinema com a estilista a Las alimañas d'Amando de Ossorio el 1977, ¿Qué hace una chica como tú en un sitio como este? de Fernando Colomo (1978), o El crimen de Cuenca, de Pilar Miró (1980). Després va treballar en el make up de pel·lícules espanyoles com Gary Cooper, que estás en los cielos, La conquista de Albania (1984), El viaje a ninguna parte (1986), Don Juan, mi querido fantasma (1990), Goya en Burdeos (1999), El Lobo (2004), Torrente 3: El protector (2005), La caixa Kovak (2006) i de produccions internacionals com Conan el bàrbar de John Milius (1982) i Sahara (2005) de Breck Eisner. També ha treballat en les sèries de televisió El Quijote de Miguel de Cervantes (1991), Arnau (1994) i Makinavaja (1995). Ha treballat amb el seu marit, el maquillador José Antonio Sánchez, amb el que ha compartit alguns dels premis Goya obtinguts.

## Nominacions i premis
Va ser nominada al Goya al millor maquillatge i perruqueria el 1988 per El Dorado, el 1989 per El sueño del mono loco i el 2009 per El cónsul de Sodoma, i va obtenir el guardó el 1989 per El niño de la luna, el 1990 per ¡Ay, Carmela!, el 1994 per Canción de cuna i el 2003 per La gran aventura de Mortadelo y Filemón.